# Histoire de la langue islandaise

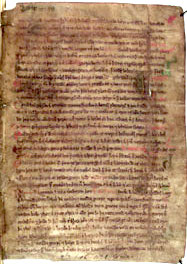
Une page du Landnámabók

Pour un article plus général, voir Islandais.
L'histoire de la langue islandaise commence au IXe siècle avec la colonisation de l'Islande, en majorité par des Norvégiens, qui apporte alors un dialecte du vieux norrois sur l'île.
Les textes les plus anciens en islandais, en bon état de conservation, furent écrits aux alentours de 1100. Ces textes sont en grande partie des poèmes ou des lois, conservés oralement de génération en génération avant d'être mis par écrit. Les plus célèbres d'entre eux sont les Sagas des Islandais, les écrits historiques de Snorri Sturluson et l'Edda poétique.
La langue de l'époque des sagas est appelée le vieil islandais, un dialecte de l'Ouest du vieux norrois, la langue commune de l'époque Viking. Le vieil islandais  était, au sens strict du terme, du vieux norrois avec quelques influences celtes. La domination danoise sur l'Islande, de 1380 à 1918, n'eut que peu de conséquences sur l'évolution de l'islandais, qui restait utilisé quotidiennement par la plus grande partie de la population : le danois n'a pas été utilisé pour les communications officielles. Ceci peut être comparé à l'anglais pendant l'occupation britannique (et plus tard américaine) de l'Islande pendant la Seconde Guerre mondiale.
Même si l'islandais est considéré comme étant plus archaïque que les autres langues vivantes germaniques, il a tout de même été sujet à d'importants changements. La prononciation, par exemple, a considérablement changé entre le XIIe siècle et le XVIe siècle, en particulier celle des voyelles.
Néanmoins, l'islandais écrit a relativement peu changé depuis le XIIIe siècle. Grâce à cela, et aux similitudes entre la grammaire moderne et ancienne, les locuteurs modernes peuvent encore comprendre plus ou moins les sagas et les poèmes édaïques originaux qui ont été écrits il y a environ 800 ans.

## La langue des colons norvégiens
À l'origine, la plupart des colons d'Islande venait du Vestlandet. L'islandais est ainsi une langue, ou plus précisément un dialecte norvégien, importé. Le vieux norvégien s'est alors enraciné sur une terre qui était auparavant quasiment inhabitée. À cause de son isolement géographique et par conséquent l'absence d'influence d'autres substrats ou adstrats, le développement de cette langue a été totalement indépendant. Cependant, il serait faux de dire que la langue apportée en Islande était totalement homogène. Même si la plus grande partie des colons était du Vestlandet, certains venaient d'autres parties du pays et certains encore d'autres pays scandinaves.  Ainsi, la langue qui se développa en Islande a été influencée par tous les dialectes norvégiens de l'époque. L'entremêlement des différents peuples d'Islande, en particulier à l'althing, contribua à équilibrer les différences entre les différents dialectes : les traits communs à tous les dialectes furent renforcés alors que les différences les plus marquées disparurent avec le temps. 

## Le moyen islandais (1350–1550)
Durant la période allant de 1350 à 1550, période qui coïncide avec la perte totale d'indépendance et le règne danois, les différences entre le norvégien et l'islandais s'accentuent. La Norvège tomba aussi entre les mains de la couronne danoise et le danois devint sa langue officielle. Ceci conduisit à la formation d'une langue hybride dano-norvégienne, base du Bokmål moderne. Seuls les dialectes de l'ouest de la Norvège (d'où viennent les colons d'Islande) sont restés sans influence du danois, si bien que dans la seconde moitié du XIXe siècle, le linguiste Ivar Aasen créa une langue norvégienne authentique sur la base de ces dialectes, d'abord appelée landsmål "langue nationale" puis nynorsk ou "néo-norvégien", langue qui fut immédiatement reconnue en tant que langue officielle de l'État et qui est maintenant, en règle générale, utilisée, en particulier à Bergen. Durant cette période, toutes les langues scandinaves du continent évoluèrent. L’islandais quant à lui, se montra assez dichotomique. D'une part, sa riche morphologie resta quasiment inaltérée, d'autre part, il fut soumis à une réorganisation phonologique comparable dans son étendue au passage du moyen anglais à l'anglais moderne qui a connu une mutation de certaines de ses voyelles.